# Televisión electromecánica
La televisión electromecánica fue un sistema de televisión basado en el uso de elementos mecánicos y eléctricos, y no en el iconoscopio, tubo de imagen electrónica, u otro elemento de representación. Fue una de las más reparables así como resistentes, aunque tenían un tipo de sonido grueso y burdo, por lo que no se escuchaban bien. Actualmente este tipo de televisiones se pueden encontrar en museos especializados. 
Fue diseñado hacia 1922 por el escocés John Logie Baird; el inventor estadounidense Charles Jenkins trabajaba hacia 1923, independientemente, sobre la misma idea llegando a emitir públicamente (en junio de 1925) las primeras imágenes en movimiento.
Se basa en el uso de un disco de Nipkow como elemento explorador de imagen, elemento que será utilizado de nuevo (en sincronismo con el elemento explorador) en el receptor.

esquema disco de Nipkow

El principio de funcionamiento es muy simple: un disco de Nipkow giratorio recibe la imagen de una lente, por cuyo foco pasan una serie de agujeros distribuidos en espiral en el disco. Cada uno de los agujeros forma con su giro un arco de exploración (o línea en el lenguaje moderno) el cual cae encima de una célula de selenio. Según la intensidad (o brillo) de cada una de las partes de la imagen dicha célula emite mayor o menor cantidad de corriente, la cual será remitida (por cable o radioondas) a un receptor.
El sistema de recepción (o receptor de televisión, en el lenguaje moderno) es similar: un disco perforado en espiral gira delante de una lámpara de neón sincronizadamente con la señal recibida.  Según sea la intensidad de la señal la lámpara brillará con una intensidad u otra. Al girar el disco, la persistencia de la imagen en la retina crea la impresión de movimiento. El receptor cuenta con un reóstato para regular la velocidad de giro del disco, consiguiendo que la imagen se forme en perfecta sincronía con el emisor y evitando el parpadeo de la misma.
Este sistema de televisión fue puesto a punto a partir de las primeras experiencias de Baird en 1924. En sus orígenes contaba con un barrido de 30 líneas y un refresco de 12 imágenes por segundo. En 1926 su rudimentario equipo mostraba 50 líneas de imagen con un refresco un poco mayor, lo que no impedía que la imagen fuese todavía parpadeante. Este tipo de televisiones tenían algunas fallas en cuanto al sonido, además de ser muy pesadas y voluminosas.
En septiembre de 1929 logra inaugurar, en los locales de la BBC, las primeras emisiones regulares de televisión para un público todavía reducido, pero que en menos de un año llega a la suma de 3.000 receptores.
Las sucesivas mejoras de Baird, las notas de prensa y los esquemas que publicó permitieron que en el período 1930-1935 en los Estados Unidos se comenzaran a comercializar kits, para la fabricación casera de receptores de televisión. Aunque estos equipos eran primitivos permitían recibir imágenes con una calidad de entre 30 y 60 líneas por imagen. El coste de estos sets oscilaba entre los 25 dólares (piezas sueltas, para montar) y los 35 dólares (en los equipos completamente ensamblados).
A partir de 1933 Alemania comienza a experimentar con sus propios métodos, aunque sin apartarse del modelo original de Baird: el día 18 de abril de 1934 la estación experimental Paul Nipkow inicia sus emisiones, interrumpidas esporádicamente por la guerra, hasta que finalmente deja de salir al aire en 1944. Es a partir de 1935 cuando la programación es ya regular, con un estricto horario y una programación específica.
En 1936 Baird instaló un sistema de televisión electromecánica en Berlín para el gobierno de Hitler. Sin embargo, en marzo de ese mismo año, el científico alemán Manfred vor Ardenne presentó en la revista Proceedings of the Institute of Radio Engineers un sistema de televisión electrónica, la cual llegaría a desbancar el sistema de Baird pese al enorme espaldarazo que le dio la inauguración de los XI Juegos Olímpicos celebrados en Berlín de 1936, promocionados con gran pompa y publicidad por los principales jerarcas del Partido Nazi.
En 1936 el Partido Nazi se preocupa de que los Juegos Olímpicos pasen a la historia, no solo por el tono político con el que lo organizaron sino empleando la televisión como medio de comunicación de masas. Para tal efecto se establecen unos locales en los cuales grandes pantallas de televisión (algunas de ellas, modernas para la época, estaban dotadas de decenas de miles de lámparas de sodio) permiten ver a un centenar de personas las retransmisiones deportivas (se calcula que, en total, asistieron unas 150.000 personas a este tipo de locales).
Limitaciones en el tamaño del disco explorador (algunos modelos llegaron a medir 50 cm de diámetro), en el número de orificios perforados en espiral, en la difracción de la luz en los orificios y en la calidad de la imagen (brillo y parpadeo) impidieron pasar de las 450 líneas de resolución: compárese con las 525 líneas del sistema NTSC o las 625 líneas del PAL.
Al final fue la televisión electrónica, apoyada en el tubo de imagen (iconoscopio) la que ganó la batalla, imponiéndose sobre la televisión electromecánica, superándola y relegándola al olvido. Aunque Baird mejoró sucesivamente su invento aumentando el número de líneas, el refresco, incorporando incluso el color a las imágenes o el efecto tridimensional (que nunca se llegó a comercializar), el público se había acostumbrado a la televisión electrónica (todavía en blanco y negro) y olvidó pronto ese invento y su inventor.

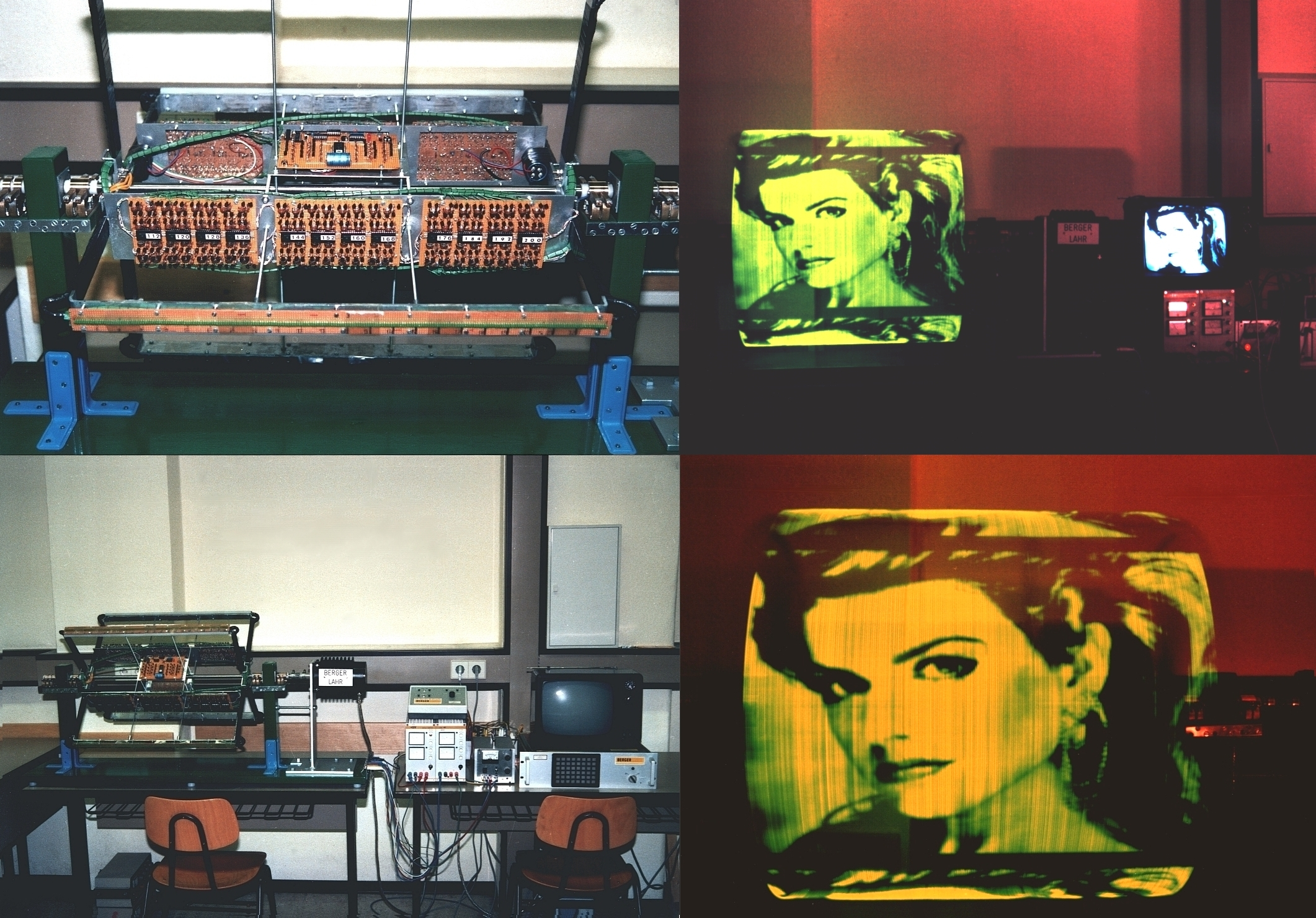
Television Machine with 4 LED - Strips

## Aspectos técnicos

### Escáner de punto luminoso(Flying spot scanners)
Los escáneres de punto luminoso eran el método más común para crear señal de vídeo. Este nació a raíz de la necesidad de encontrar un remedio en la baja sensibilidad que tenían las células fotoeléctricas. En vez de una cámara televisiva que grabara fotografías, un escáner de punto luminoso proyectaba un punto de luz brillante que grababa la escena a través de un rastreo que se llevaba a cabo en un estudio oscuro. La luz que rebotaba en los elementos con que el escáner topaba era absorbida por bancos de células fotoeléctricas y se amplificaba para acontecer una señal de vídeo.[6]
En cuanto a los aspectos formales del escáner, el haz de luz es proyectaba gracias a una lámpara de arco que emitía luz a través de agujeros que giraban en un disco de Nipkow. Cada uno de estos orificios llevaba a cabo una "línea de escaneo" de la imagen. Un solo fotograma de la imagen estaba normalmente formado por 24,48 o 60 líneas de escaneo. [7] La escena solía escanearse 15 o 20 veces por segundo, produciendo 15 o 20 fotogramas por segundo. Los diferentes niveles de luz se calculaban según la cantidad de luz que rebotaba la superficie, convirtiéndose en una señal eléctrica variable que almacenaban las células fotoeléctricas. Para conseguir una sensibilidad lumínica adecuada, en vez de una sola célula, se usaban varias. Tal como la propia televisión electromecánica, los escáneres de punto luminoso nacen de la jodo-telegrafía a principios del siglo XIX.
La BBC utilizó este método hasta el año 1935 y Alemania hasta el año 1938, a pesar de que no supuso de ninguna forma la decadencia del uso de este tipo de grabación, puesto que se siguió desarrollando busca de nuevas tecnologías. De hecho, el inventor alemán Mandred von Ardenne[8] diseñó un escáner de punto luminoso con un tubo de rayos catódicos como fuente de luz. En la década de los 50, Dumont comercializó Vitascan, un escáner de estudio de color. Hoy en día, los escáneres gráficos todavía utilizan el mismo método. Aun así, estos tipos de escáneres presentan dos desventajas principales:
- Los actores deben estar en un escenario totalmente a oscuras.
- En el caso de usarlos con luz natural no son fieles a lo que graban, es decir, a la realidad.

En 1928, el ingeniero Ray Kell demostró que se podía hacer uso de los escáneres de punto luminoso al aire libre. Aun así, para conseguirlo, el rayo de luz tiene que ser más luminoso que la superficie en que choca, para que se pueda reflejar.[9]
Ray Kell fue el ingeniero que creó una cámara de 24 líneas de grabación que transmitió imágenes del gobernador de Nueva York: Ali Smith. En el momento en cuestión Smith aceptaba la nominación del partido demócrata a la presidencia. En el momento en que Ali Smith salió de la capital en Albania, Ray Kell fue capaz de enviar imágenes usables a la estación central de la WGY, cadena en la que trabajaba.
Lamentablemente para Kell, su escáner tenía una fuente de 1kW de potencia, de forma que los reflectores proyectaron mucha más luz de la necesaria sobre Ali Smith. Estos reflejos sobrecargaron las células hasta el punto de que la parte escaneada de la imagen era casi tanto brillante como la no escaneada.
Este efecto fue muy parecido a la sobre-exposición en una cámara convencional: la escena desaparece y la cámara graba un fotograma plano y brillante. Aun así, si una cámara convencional se usa en condiciones favorables la imagen sale correctamente. Del mismo modo, Kell demostró que en condiciones al aire libre favorables, su escáner funcionaba correctamente.

### Vídeos de más calidad
Pocos sistemas mecánicos de televisión eran capaces de grabar imágenes tanto amplias comparadas con la calidad que ofrecía la televisión de tubo de rayos catódicos. [10] Aun así, en sus inicios esta tecnología estaba limitada a pantallas pequeñas y poco brillantes.
Posiblemente el mejor sistema mecánico televisivo se produjo a la década de los años 30, utilizando el sistema Scophony, el cual podía producir imágenes de más de 400 líneas y las podía proyectar a pantallas de hasta 2.8 x 3.7 m.
Este sistema usaba múltiples cilindros que rotaban a alta velocidad para grabar las imágenes. En aquellos tiempos, esta tecnología estableció su estándar en América en un conjunto de 441 líneas que se conseguían haciendo rotar un pequeño cilindro a 39,690 rpm.

### Relación de aspecto y orientación de la imagen
Algunos sistemas de grabación mecánica escaneaban líneas en orientación vertical en vez de horizontalmente, tal como lo hacen las televisiones actualmente. Un ejemplo de este método fue el sistema de 30 líneas Baird, que daba pie a la creación de un vídeo en un rectángulo vertical.
Esta forma estaba relacionada con el retrato, en vez de la representación del paisaje a la que recuerda el formato horizontal. La orientación, rotación y máscara del disco eran las que determinaban el patrón que seguía el haz de luz y, por lo tanto, la orientación de la posterior fotografía.
Sin embargo, en sus inicios el sistema de Baird ofrecía muy poca resolución. Las imágenes podían en suficientes trabajos grabar una sola figura claramente. Por esta razón, hacer uso para llevar a cabo una imagen de un retrato vertical tenía más sentido que para representar paisajes. La relación de aspecto en que trabajaba este sistema era de 3:76 lo cual funcionó demasiado bien esa época